# Yponomeuta malinellus
Yponomeuta malinellus es una especie de polilla del género Yponomeuta, familia Yponomeutidae, orden Lepidoptera. Fue descrita científicamente por Zeller en 1838.

## Descripción
La envergadura es de 16-25 milímetros.

## Distribución
Se distribuye por Ucrania, Suecia, Suiza, Países Bajos, Lituania, Luxemburgo, Rusia, Noruega, Polonia, Rumania, Italia, Eslovaquia, Estonia, Finlandia, Alemania, Hungría, Irlanda, Letonia, Grecia, Albania, Austria, Bielorrusia, Bélgica, Bulgaria, Chequia, Dinamarca y Francia.

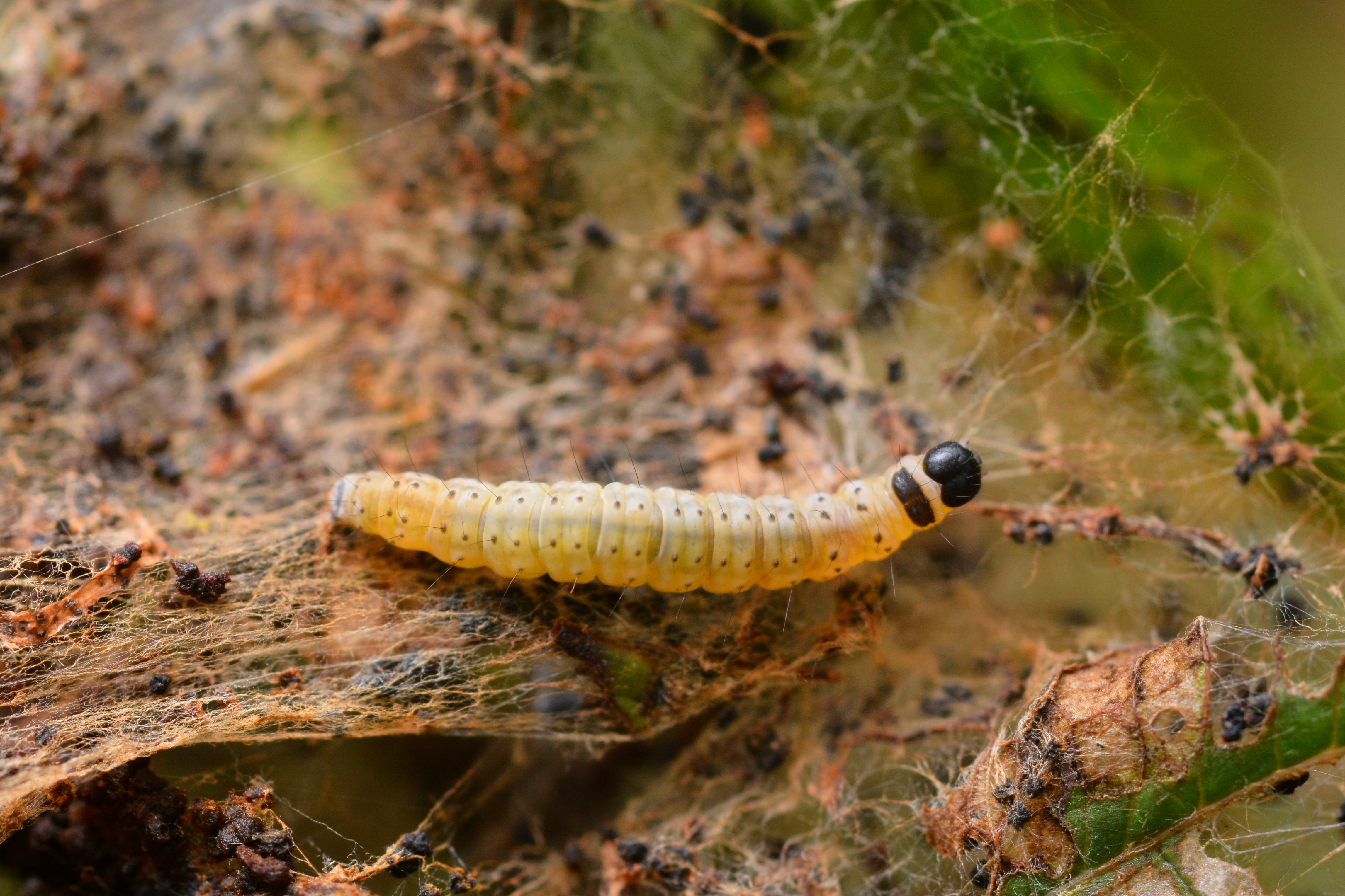
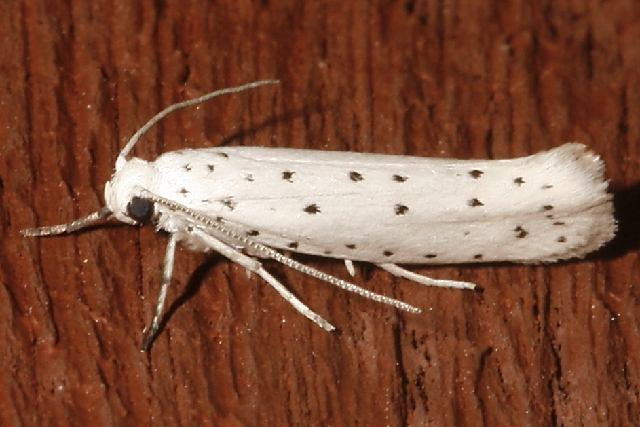
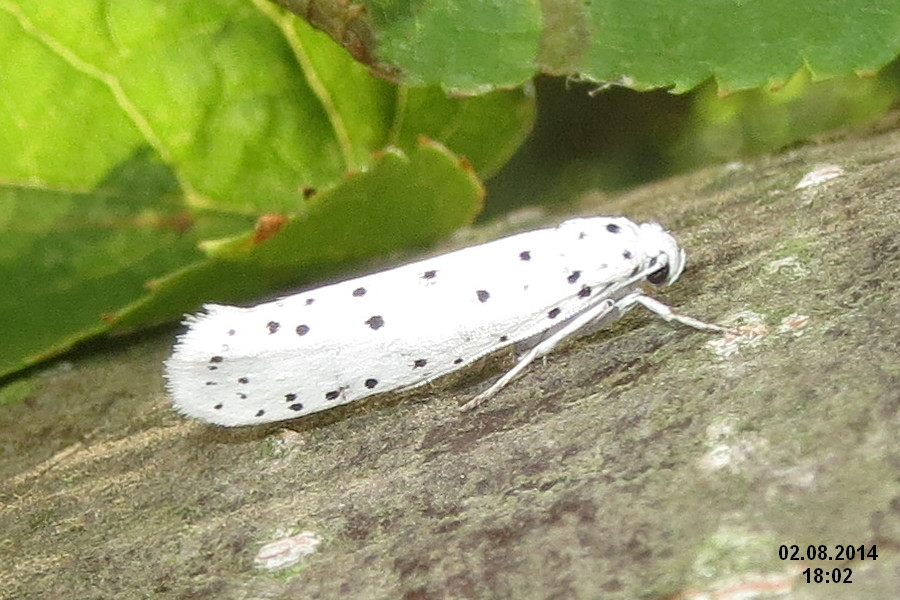
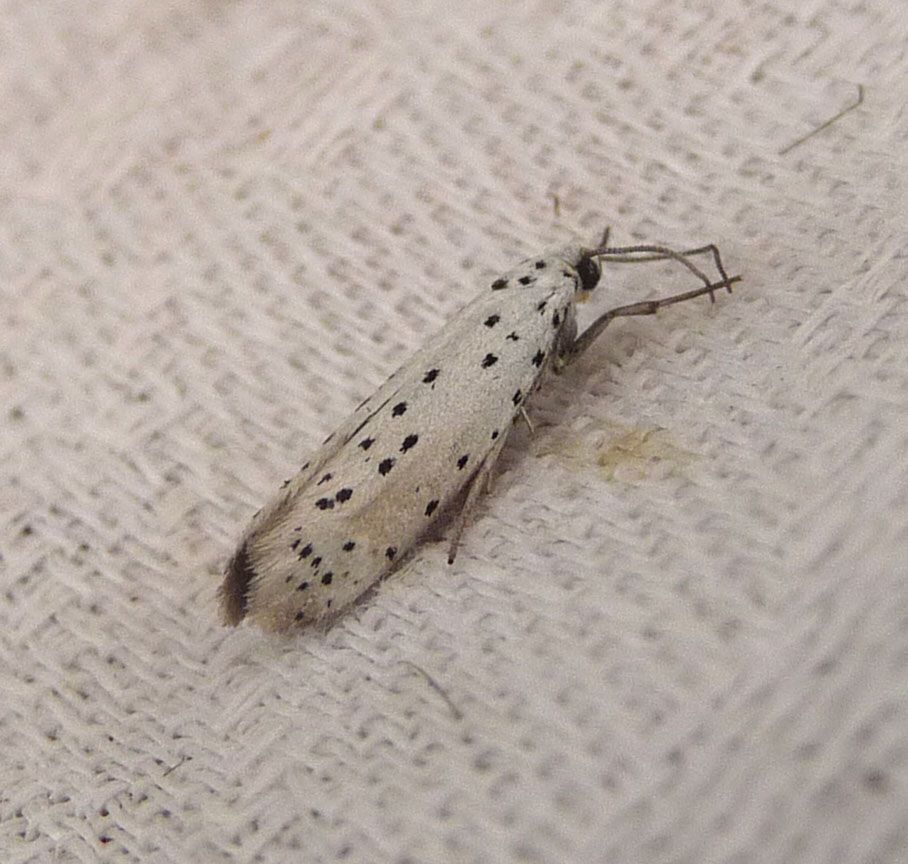
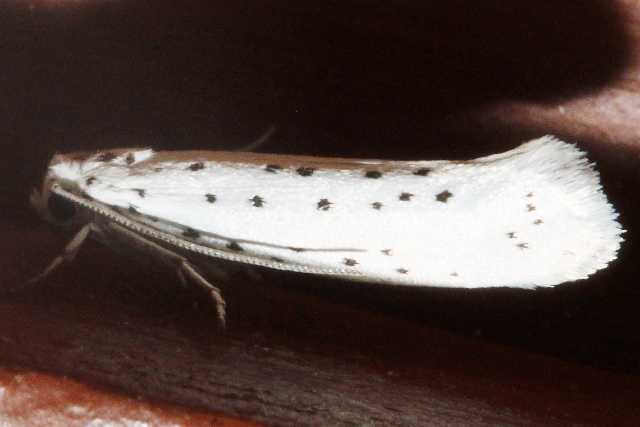